# 4-Gläser-Probe
Die 4-Gläser-Probe ist ein Verfahren zur Diagnose der chronischen Prostatitis. Zwar gilt sie als wesentliches Element der Prostatitisdiagnostik, wird jedoch nur selten angewandt, da sie aufwändig und damit relativ teuer ist. So stützen sich Prostatitisdiagnosen in der Praxis zumeist nur auf Urin- oder Ejakulatuntersuchungen.

## Ablauf
Folgende vier Proben werden genommen:
1. Ersturin – die ersten 10 ml der Entleerung (voided bladder – VB1)
2. Mittelstrahlurin – Mittelstrahl der Entleerung (voided bladder – VB2)
→ nun erfolgt eine Prostatamassage
3. Prostataexprimat (EPS)
4. Urin nach Prostatamassage (voided bladder – VB3)

## Auswertung
Das Vorhandensein uropathogener Bakterien oder Leukozyten in der Urinprobe VB1 deutet auf eine Urethritis hin.
Uropathogene Bakterien in der Urinprobe VB2 weisen auf eine Zystitis hin.
Sind die Urinkulturen (VB1 + VB2) negativ oder weisen VB1 und VB3 eine vergleichbare Anzahl von uropathogenen Bakterien auf und das EPS ist positiv, so ist von einer chronischen bakteriellen Prostatitis auszugehen.

## Quelle
- S. Lenk: Diagnostik der chronischen Prostatitis. In: Urologe [A]. Band 40, Nr. 1, Januar 2001, ISSN 0340-2592, S. 9–11, doi:10.1007/s001200050425.